# 이주화 (1844년)
이주화(李周華, 1844년 1월 8일 ~ ?)는 조선 후기의 무신이다. 자(字)는 시중(是中), 호(號)는 수미(守微), 본관은 우계이다. 봉상시 고직(庫直)을 거쳐 훈련원판관을 역임했다. 경상북도 영주 출신.
1889년(고종 26년) 봉상시 고직 재직 중 고종이 제사에 쓴 약과가 맛이 없다 하자 그해 8월 형조에 체포되어 형문을 받고 충청북도 진천으로 유배됐다. 유배지에 도착한 뒤 그해 11월 28일 왕명으로 바로 풀려났다.

## 생애
영주군 장수면 파지리(芭芝里)출신으로 생부는 중추부동지사 겸 창덕궁위장 이정두(李貞斗)이고, 생모는 평산신씨(平山申氏)로 신광의(申光儀)의 딸이다. 숙부 장사랑 이완두(李完斗)의 양자로 입양되었다. 조부는 증 호조참판 이동진(李東鎭), 증조부는 증 호조참의 이종혁(李宗赫)이다. 도촌 이수형의 13대손으로, 이수형의 둘째 아들 별좌 양근의 12대손이다. 그의 행적은 조선왕조실록에는 나타나지 않고, 승정원일기에 간략하게 나타난다.
1889년 봉상시 고직(庫直) 재직 중, 고종이 제사에 쓴 약과를 음복하면서 맛이 없다고 하였다. 형조에서 《대전회통》 제례(祭禮) 조항을 상고, 제사에 올릴 제물(祭物)을 바칠 때 정결하게 하지 않았다는 이유로 체포하여, 형문을 받고 형조의 건의로 충청북도 진천현(鎭川縣)으로 유배되었다. 그러나 유배가 늦어지자, 그해 8월 24일 형조에서 속히 유배보낼 것을 상신하였다.
1889년 11월 28일 고종이 석방명령을 내렸다. 유배지에 도착한 후 충청 감사 이헌직(李憲稙)이 보고서를 올리자, 고종이 석방하라며 방(放)자를 써서 내려보냈다. 형조에서 계를 올려 왕의 의중을 확인한 후 풀려났다. 후에 최종 관직은 선략장군 행훈련원판관(宣畧將軍行訓鍊院判官)을 거쳐 통정대부에 이르렀다.
묘소는 순흥면 비봉산(飛鳳山) 상봉(上峰)에 있다.

## 참고 문헌
- 승정원일기
- 秋曹決獄錄